# Кенні Баррон
Кенні Баррон (англ. Kenny Barron; нар. 9 червня, 1943, Філадельфія) — американський джазовий піаніст. Відомий своїм ліричним стилем гри, Баррон з'являється у сотнях музичних записів і як лідер, і як акомпаніатор, та, отже, вважається одним з найважливіших і впливових джазових піаністів з моменту епохи бібопу.

## Біографія
Кенні Баррон є молодшим братом тенор саксофоніста Білла Баррона (1927—1989). Одним з перших його концертів як піаніста був виступ із квартетом Діззі Гіллеспі. Баррон трохи грав у секстеті Jazztet у 1962 році, але не записувався із ними.
Баррон закінчив Емпайр Стейт Коледж у Нью-Йорку у в 1978 році зі ступенем бакалавра в галузі мистецтв.
Він також є одним з керівників груп Сфера, та Класичний джаз квартет.
У період з 1987 по 1991 роки, Баррон записав кілька альбомів із Стеном Гетцем, у першу чергу Bossas & Ballads - The Lost Sessions, Serenity , Anniversary, та People Time (альбом із двох CD).
Кенні Баррон дев'ять разів був номінований на Нагороду Греммі, та до американського джазового Залу слави. Він був обраний членом Американської академії мистецтв і наук у 2009 році.
Протягом більше 25 років, Баррон викладав гармонію фортепіано у Рутгерському університеті в Нью-Джерсі. Зараз він викладає у Джульярдській школі. Його фортепіанними студентами були Ерл Макдональд, Гаррі Пікенс, і Аарон Паркс.

## Дискографія

### Як лідер
| Рік  | Альбом                                           | Учасники                                                                                                | Лейбл              |
| ---- | ------------------------------------------------ | --- | ------------------ |
| 1968 | You Had Better Listen                            | Квінтет Джиммі Овенса за участі Бенні Мопін, Кріс Вайт, Фредді Вейтс, Руді Колінз                       | Atlantic Records   |
| 1973 | Sunset To Dawn                                   | Боб Креншоу, Фредді Вейтс, Річард Лондрум, Воррен Сміт                                                  | Muse Records       |
| 1974 | Peruvian Blue                                    | Тед Данбар, Девід "Вдалий" Вільямс, Альберт "Туті" Хіс, Річард Лондрум, Сонні Морган.                   | Muse Records       |
| 1975 | Lucifer                                          | Карлос Аломар, Білл Бартон, Біллі Харт, Джеймс Сполдінг, Чарльз Салліван, Кріс Вайт                     | Muse Records       |
| 1975 | In Tandem                                        | Тед Данбар                                                                                              | Muse Records       |
| 1978 | Innocence                                        | Сонні Форчун, Джиммі Овенс, Бастер Вільямс, Гері Кінг, Бен Райлі, Брайан Брейк, Біллі Харт, Рафаел Круз | Wolf Records       |
| 1980 | Golden Lotus                                     | , Стів Нелсон                                                                                           | Muse Records       |
| 1981 | At the Piano                                     | Solo | Xanadu Records     |
| 1983 | Green Chimneys                                   | Бастер Вільямс, Бен Райлі                                                                               | Criss Cross Jazz   |
| 1984 | 1+1+1                                            | Рон Картер, Майкл Мур                                                                                   | Black Hawk         |
| 1984 | Landscape                                        | Сесіл Макбі, Ел Фостер                                                                                  | Baystate           |
| 1985 | Autumn In New York (LP) / New York Attitude (CD) | Руфус Рейд, Фредді Вейтс                                                                                | Uptown Records     |
| 1985 | Scratch                                          | Дейв Голланд, Даніел Хумейр                                                                             | Enja Records       |
| 1986 | What If                                          | Воллес Роуни, Сесіл Макбі, Віктор Л'юіс                                                                 | Enja Records       |
| 1986 | Two as One                                       | Бастер Вільямс                                                                                          | Red Records        |
| 1988 | Live At Fat Tuesdays                             | Сесіл Макбі, Віктор Л'юіс, Едді Хендерсон                                                               | Enja Records       |
| 1989 | Rhythm-a-ning                                    | Джон Хікс                                                                                               | Candid Records     |
| 1990 | Invitation                                       | Ральф Мур, Девід "Вдалий" Вільямс, Л'юіс Неш                                                            | Criss Cross        |
| 1990 | Live at Maybeck Hall                             | Solo | Concord Jazz       |
| 1990 | The Only One                                     | Рей Драммонд, Бен Райлі                                                                                 | Reservoir Records  |
| 1991 | Lemuria — Seascape                               | Рей Драммонд, Бен Райлі                                                                                 | Candid             |
| 1991 | Confirmation                                     | Рей Драммонд, Бен Райлі, Баррі Гарріс                                                                   | Candid             |
| 1991 | The Moment                                       | Віктор Л'юіс, Руфус Рейд                                                                                | Reservoir Records  |
| 1991 | Quickstep                                        | , Едді Хендерсон, Девід "Вдалий" Вільямс, Віктор Л'юіс                                                  | Enja Records       |
| 1992 | People Time                                      | Стен Гетц                                                                                               | Polygram           |
| 1993 | Other Places                                     | Міно Чінелу, Боббі Хетчерсон, Віктор Л'юіс, Ральф Мур, Руфус Рейд                                       | Verve Records      |
| 1993 | Spiral                                           | Solo | Enja               |
| 1993 | Sambao                                           | Тонінхо Хорта, Віктор Л'юіс, Ніко Ассампкао, Міно Чинелу                                                | Verve              |
| 1994 | Wanton Spirit                                    | Рой Гейнс, Чарлі Гейден                                                                                 | Verve              |
| 1996 | Swamp Sally                                      | Міно Чинелу                                                                                             | Polygram           |
| 1993 | Things Unseen                                    | Едді Хендерсон, Джон Скофілд,                                                                           | Verve              |
| 1998 | Night and the City                               | Чарлі Гейден                                                                                            | Verve              |
| 2001 | Freefall                                         | Регіна Картер                                                                                           | Verve              |
| 2001 | Live At Bradley's                                | Рей Драммонд, Бен Райлі                                                                                 | Sunny Side Records |
| 2002 | Canta Brazil                                     | Trio da Paz                                                                                             | Sunny Side Records |
| 2003 | Peace                                            | Джордж Роберт                                                                                           | DIW Records        |
| 2004 | Images                                           | Енн Драммонд, Кімберлі Томпсон, Кіоші Кітагава                                                          | Sunny Side Records |
| 2004 | Super Standard                                   | Super Trio — Джей Леонхарт, Ел Фостер                                                                   | Tokuma             |
| 2008 | The Traveler                                     | Кіоші Кітагава, Франціско Мела, Стів Вілсон, Ліонел Локе                                                | Sunny Side Records |
| 2009 | Minor Blues                                      | Джордж Мраз, Бен Райлі                                                                                  | Venus Records      |

### За участі
З Роном Картером
- Yellow & Green (CTI, 1976)
- Piccolo (Milestone, 1977)

З групою Continuum
- Mad About Tadd (1980, Palo Alto Records)

З Чарльзом Девісом
- Dedicated to Tadd (1979, West 54 Records)

З Букером Ервіном(англ. Booker Ervin
- Tex Book Tenor (Blue Note, 1968)

З Еллою Фіцджеральд
- All That Jazz (1989)

З Стеном Гетцем
- Anniversary (Emarcy, 1987)
- Serenity (Emarcy, 1987)
- Bossas & Ballads - The Lost Sessions (1989)

З Діззі Гіллеспі
- Something Old, Something New (Philips, 1963)
- Jambo Caribe (Limelight, 1964)
- The Melody Lingers On (Limelight, 1966)

З Роєм Гейнзом(англ. Roy Haynes
- Togyu (RCA, 1975)

З Джиммі Хізом
- The Gap Sealer (Muse, 1973)

З Джо Хендерсоном
- The Kicker (1967)

З Роном Холловеєм
- Struttin' (1995)

З Фредді Габбардом
- Outpost (1981)

З Боббі Хетчерсоном
- Now! (1969)

З Джоном Ірабагоном
- The Observer (2009)

З Елвіном Джонсом(англ. Elvin Jones
- New Agenda (Vanguard, 1975)
- Time Capsule (Vanguard, 1977)

З Еріком Клоссом
- We're Goin' Up (Prestige, 1967)

З Юсефом Латіфом(англ. Yusef Lateef
- The Blue Yusef Lateef (Atlantic, 1968)
- The Gentle Giant (Atlantic, 1971)
- Hush 'N' Thunder (Atlantic, 1972)
- Part of the Search (Atlantic, 1973)
- 10 Years Hence (Atlantic, 1974)
- The Doctor is In... and Out (Atlantic, 1976)

З Джеймсом Муді
- Another Bag (Argo, 1962)
- Moody and the Brass Figures (Milestone, 1966)
- Feelin' It Together (Muse, 1973)

З Ідріс Мохаммад
- Peace and Rhythm (Prestige, 1971)

З Натен Пейдж
- Page-Ing Nathen

З Марвіном Петерсоном
- Naima (1978)
- The Angels of Atlanta (1981)

З Вуді Шоу
- Solid (Muse, 1986)

З групою Sphere
- Bird Songs (1988)

З Чарльзом Саліваном
- Re-Entry (1975)
- Kamau (1995)

З групою Bob Thiele Collective
- Louis Satchmo (1991)

З Томом Варнером
- Jazz French Horn (Soul Note, 1985)

З Тироном Вошингтоном
- Natural Essence (1967)